# Zimbabwe az 1988. évi nyári olimpiai játékokon
Zimbabwe a dél-koreai Szöulban megrendezett 1988. évi nyári olimpiai játékok egyik részt vevő nemzete volt. Az országot az olimpián 10 sportágban 29 sportoló képviselte, akik érmet nem szereztek.

## Atlétika
Férfi
| Versenyző         | Versenyszám | Előfutam | Előfutam | Előfutam | Negyeddöntő | Negyeddöntő | Negyeddöntő | Elődöntő | Elődöntő | Elődöntő | Döntő   | Döntő    |
| Versenyző         | Versenyszám | Idő      | Hely.    | Össz.    | Idő         | Hely.       | Össz.       | Idő      | Hely.    | Össz.    | Idő     | Helyezés |
| ----------------- | ----------- | -------- | -------- | -------- | ----------- | ----------- | ----------- | -------- | -------- | -------- | ------- | -------- |
| Fabian Muyaba     | 100 m       | 10,75    | 6.       | 63.*     | kiesett     | kiesett     | kiesett     | kiesett  | kiesett  | kiesett  | kiesett | kiesett  |
| Fabian Muyaba     | 200 m       | 21,66    | 6.       | 40.*     | kiesett     | kiesett     | kiesett     | kiesett  | kiesett  | kiesett  | kiesett | kiesett  |
| Elijah Nkala      | 400 m       | 46,60    | 4.       | 26.      | kiesett     | kiesett     | kiesett     | kiesett  | kiesett  | kiesett  | kiesett | kiesett  |
| Melford Homela    | 800 m       | 1:47,36  | 3.       | 13.      | 1:49,62     | 8.          | 30.         | kiesett  | kiesett  | kiesett  | kiesett | kiesett  |
| Melford Homela    | 1500 m      | 3:47,38  | 11.      | 40.      |             |             |             | kiesett  | kiesett  | kiesett  | kiesett | kiesett  |
| Stanley Mandebele | 5000 m      | 14:03,97 | 12.      | 36.      |             |             |             | kiesett  | kiesett  | kiesett  | kiesett | kiesett  |
| Stanley Mandebele | 10 000 m    | 29:50,99 | 17.      | 33.      |             |             |             |          |          |          | kiesett | kiesett  |
| James Gombedza    | Maraton     |          |          |          |             |             |             |          |          |          | 2:38:13 | 72.      |

Női
| Versenyző    | Versenyszám | Előfutam | Előfutam | Előfutam | Negyeddöntő | Negyeddöntő | Negyeddöntő | Elődöntő | Elődöntő | Elődöntő | Döntő   | Döntő    |
| Versenyző    | Versenyszám | Idő      | Hely.    | Össz.    | Idő         | Hely.       | Össz.       | Idő      | Hely.    | Össz.    | Idő     | Helyezés |
| ------------ | ----------- | -------- | -------- | -------- | ----------- | ----------- | ----------- | -------- | -------- | -------- | ------- | -------- |
| Gaily Dube   | 100 m       | 12,07    | 6.       | 48.      | kiesett     | kiesett     | kiesett     | kiesett  | kiesett  | kiesett  | kiesett | kiesett  |
| Gaily Dube   | 200 m       | 24,42    | 5.       | 40.      | kiesett     | kiesett     | kiesett     | kiesett  | kiesett  | kiesett  | kiesett | kiesett  |
| Linda Hunter | Maraton     |          |          |          |             |             |             |          |          |          | 2:53:17 | 55.      |

* - egy másik versenyzővel azonos eredményt ért el

## Cselgáncs
| Versenyző       | Versenyszám | Csoport | Selejtező                         | 32-es főtábla                                | Nyolcaddöntő                          | Negyeddöntő       | Elődöntő          | Vigaszág nyolcaddöntő | Vigaszág negyeddöntő | Vigaszág elődöntő | Bronz- mérkőzés   | Döntő             | Helyezés |
| Versenyző       | Versenyszám | Csoport | Ellenfél Eredmény                 | Ellenfél Eredmény                            | Ellenfél Eredmény                     | Ellenfél Eredmény | Ellenfél Eredmény | Ellenfél Eredmény     | Ellenfél Eredmény    | Ellenfél Eredmény | Ellenfél Eredmény | Ellenfél Eredmény | Helyezés |
| --------------- | ----------- | ------- | --------------------------------- | -------------------------------------------- | ------------------------------------- | ----------------- | ----------------- | --------------------- | -------------------- | ----------------- | ----------------- | ----------------- | -------- |
| James Sibenge   | Könnyűsúly  | A       | Hugo d'Assunção (POR) · 0000–1000 | kiesett                                      | kiesett                               | kiesett           | kiesett           |                       |                      |                   |                   |                   | 33.      |
| Patrick Matangi | Váltósúly   | B       | erőnyerő                          | Caj Ju-tan (Tsay Yow-Tayn) (TPE) · 1010–0000 | Jukka-Pekka Metsola (FIN) · 0000–1010 | kiesett           | kiesett           |                       |                      |                   |                   |                   | 14.      |

## Íjászat
Férfi
| Versenyző                         | Versenyszám | Selejtező | Selejtező | Nyolcaddöntő | Nyolcaddöntő | Negyeddöntő | Negyeddöntő | Elődöntő | Elődöntő | Döntő   | Döntő    |
| Versenyző                         | Versenyszám | Pont      | Hely.     | Pont         | Hely.        | Pont        | Hely.       | Pont     | Hely.    | Pont    | Helyezés |
| --------------------------------- | ----------- | --------- | --------- | ------------ | ------------ | ----------- | ----------- | -------- | -------- | ------- | -------- |
| Paul Bamber                       | Egyéni      | 1197      | 60.       | kiesett      | kiesett      | kiesett     | kiesett     | kiesett  | kiesett  | kiesett | kiesett  |
| Alan Bryant                       | Egyéni      | 1149      | 72.       | kiesett      | kiesett      | kiesett     | kiesett     | kiesett  | kiesett  | kiesett | kiesett  |
| Wrex Tarr                         | Egyéni      | 1092      | 78.       | kiesett      | kiesett      | kiesett     | kiesett     | kiesett  | kiesett  | kiesett | kiesett  |
| Paul Bamber Alan Bryant Wrex Tarr | Csapat      | 3438      | 21.       |              |              |             |             | kiesett  | kiesett  | kiesett | kiesett  |

Női
| Versenyző      | Versenyszám | Selejtező | Selejtező | Nyolcaddöntő | Nyolcaddöntő | Negyeddöntő | Negyeddöntő | Elődöntő | Elődöntő | Döntő   | Döntő    |
| Versenyző      | Versenyszám | Pont      | Hely.     | Pont         | Hely.        | Pont        | Hely.       | Pont     | Hely.    | Pont    | Helyezés |
| -------------- | ----------- | --------- | --------- | ------------ | ------------ | ----------- | ----------- | -------- | -------- | ------- | -------- |
| Merrellyn Tarr | Egyéni      | 1015      | 62.       | kiesett      | kiesett      | kiesett     | kiesett     | kiesett  | kiesett  | kiesett | kiesett  |

## Kerékpározás

### Országúti kerékpározás
Férfi
| Versenyző    | Versenyszám   | Idő              | Helyezés |
| ------------ | ------------- | ---------------- | -------- |
| Pierre Gouws | Mezőnyverseny | 4:43:28 (+11:06) | 99.      |
| Gary Mandy   | Mezőnyverseny | 4:45:50 (+13:28) | 105.     |

### Pálya-kerékpározás
Időfutam
| Név        | Versenyszám  | Idő      | Helyezés |
| ---------- | ------------ | -------- | -------- |
| Gary Mandy | Férfi egyéni | 1:08,474 | 20.      |

## Műugrás
Női
| Versenyző       | Versenyszám    | Selejtező | Selejtező | Döntő  | Döntő    |
| Versenyző       | Versenyszám    | Pont      | Helyezés  | Pont   | Helyezés |
| --------------- | -------------- | --------- | --------- | ------ | -------- |
| Tracy Cox-Smyth | Egyéni műugrás | 430,86    | 12.       | 417,42 | 12.      |

## Ökölvívás
| Versenyző           | Versenyszám  | Selejtező                    | 32-es főtábla                              | Nyolcaddöntő                  | Negyeddöntő       | Elődöntő          | Döntő             | Helyezés |
| Versenyző           | Versenyszám  | Ellenfél Eredmény            | Ellenfél Eredmény                          | Ellenfél Eredmény             | Ellenfél Eredmény | Ellenfél Eredmény | Ellenfél Eredmény | Helyezés |
| ------------------- | ------------ | ---------------------------- | ------------------------------------------ | ----------------------------- | ----------------- | ----------------- | ----------------- | -------- |
| Nokuthula Tshabangu | Légsúly      | Bonifacio García (ESP) · 4:1 | Kim Gvangszon (Kim Gwang-Seon) (KOR) · RSC | kiesett                       | kiesett           | kiesett           | kiesett           | 17.      |
| Ndaba Dube          | Harmatsúly   | Lionel Francis (ANT) · RSC   | Alekszandr Artyemjev (URS) · RSC           | kiesett                       | kiesett           | kiesett           | kiesett           | 17.      |
| Duke Chinyadza      | Kisváltósúly | erőnyerő                     | Andrzej Możdżeń (POL) · 3:2                | Humberto Rodríguez (MEX) · KO | kiesett           | kiesett           | kiesett           | 9.       |

RSC – a mérkőzésvezető megállította a mérkőzést

## Sportlövészet
Férfi
| Versenyző        | Versenyszám       | Selejtező | Selejtező | Döntő   | Döntő    |
| Versenyző        | Versenyszám       | Pont      | Helyezés  | Pont    | Helyezés |
| ---------------- | ----------------- | --------- | --------- | ------- | -------- |
| Kenneth Johnston | Sportpuska, fekvő | 580       | 55.       | kiesett | kiesett  |

Nyílt
| Versenyző         | Versenyszám | Selejtező | Selejtező | Döntő   | Döntő    |
| Versenyző         | Versenyszám | Pont      | Helyezés  | Pont    | Helyezés |
| ----------------- | ----------- | --------- | --------- | ------- | -------- |
| Rodney Tudor-Cole | Trap        | 125       | 49.       | kiesett | kiesett  |

## Tenisz
Férfi
| Versenyző                  | Versenyszám | 64-es főtábla                      | 32-es főtábla                                                         | Nyolcaddöntő                                                     | Negyeddöntő       | Elődöntő          | Döntő             | Helyezés |
| Versenyző                  | Versenyszám | Ellenfél Eredmény                  | Ellenfél Eredmény                                                     | Ellenfél Eredmény                                                | Ellenfél Eredmény | Ellenfél Eredmény | Ellenfél Eredmény | Helyezés |
| -------------------------- | ----------- | ---------------------------------- | --------------------------------------------------------------------- | ---------------------------------------------------------------- | ----------------- | ----------------- | ----------------- | -------- |
| Mark Gurr                  | Egyes       | Sergio Casal (ESP) · 2–6, 3–6, 1–6 | kiesett                                                               | kiesett                                                          | kiesett           | kiesett           | kiesett           | 33.      |
| Phillip Tuckniss Mark Gurr | Páros       |                                    | Paraguay (PAR) · Víctor Caballero · Hugo Chapacú · 4–6, 6–3, 6–3, 6–1 | Svédország (SWE) · Stefan Edberg · Anders Järryd · 0–6, 1–6, 4–6 | kiesett           | kiesett           | kiesett           | 9.       |

Női
| Versenyző  | Versenyszám | 64-es főtábla     | 32-es főtábla                  | Nyolcaddöntő      | Negyeddöntő       | Elődöntő          | Döntő             | Helyezés |
| Versenyző  | Versenyszám | Ellenfél Eredmény | Ellenfél Eredmény              | Ellenfél Eredmény | Ellenfél Eredmény | Ellenfél Eredmény | Ellenfél Eredmény | Helyezés |
| ---------- | ----------- | ----------------- | ------------------------------ | ----------------- | ----------------- | ----------------- | ----------------- | -------- |
| Julia Muir | Egyes       | erőnyerő          | Sylvia Hanika (FRG) · 1–6, 1–6 | kiesett           | kiesett           | kiesett           | kiesett           | 17.      |

## Úszás
Férfi
| Versenyző       | Versenyszám    | Előfutam | Előfutam | Előfutam | Döntő   | Döntő   | Döntő   | Helyezés |
| Versenyző       | Versenyszám    | Idő      | Hely.    | Össz.    | Típus   | Idő     | Hely.   | Helyezés |
| --------------- | -------------- | -------- | -------- | -------- | ------- | ------- | ------- | -------- |
| Vaughan Smith   | 200 m vegyes   | 2:18,07  | 1.       | 50.      | kiesett | kiesett | kiesett | kiesett  |
| Vaughan Smith   | 100 m gyors    | 53,58    | 5.       | 46.      | kiesett | kiesett | kiesett | kiesett  |
| Vaughan Smith   | 200 m gyors    | 1:56,13  | 8.       | 42.      | kiesett | kiesett | kiesett | kiesett  |
| Vaughan Smith   | 50 m gyors     | 25,29    | 4.       | 52.      | kiesett | kiesett | kiesett | kiesett  |
| Graham Thompson | 50 m gyors     | 25,38    | 5.       | 53.      | kiesett | kiesett | kiesett | kiesett  |
| Graham Thompson | 100 m gyors    | 55,20    | 6.       | 60.      | kiesett | kiesett | kiesett | kiesett  |
| Graham Thompson | 100 m pillangó | 1:00,13  | 5.       | 43.      | kiesett | kiesett | kiesett | kiesett  |
| Graham Thompson | 200 m vegyes   | 2:17,06  | 4.       | 47.      | kiesett | kiesett | kiesett | kiesett  |
| Brett Halford   | 100 m hát      | 1:02,95  | 5.       | 44.      | kiesett | kiesett | kiesett | kiesett  |
| Brett Halford   | 200 m hát      | 2:17,84  | 1.       | 37.      | kiesett | kiesett | kiesett | kiesett  |

Női
| Versenyző         | Versenyszám | Előfutam | Előfutam | Előfutam | Döntő   | Döntő   | Döntő   | Helyezés |
| Versenyző         | Versenyszám | Idő      | Hely.    | Össz.    | Típus   | Idő     | Hely.   | Helyezés |
| ----------------- | ----------- | -------- | -------- | -------- | ------- | ------- | ------- | -------- |
| Catherine Fogarty | 50 m gyors  | 28,66    | 4.       | 40.      | kiesett | kiesett | kiesett | kiesett  |
| Catherine Fogarty | 100 m gyors | 1:02,47  | 2.       | 49.      | kiesett | kiesett | kiesett | kiesett  |
| Catherine Fogarty | 200 m gyors | 2:13,44  | 2.       | 41.      | kiesett | kiesett | kiesett | kiesett  |

## Vitorlázás
Férfi
| Versenyző     | Versenyszám | Futam | Futam | Futam | Futam | Futam   | Futam | Futam  | Pontszám | Helyezés |
| Versenyző     | Versenyszám | 1     | 2     | 3     | 4     | 5       | 6     | 7      | Pontszám | Helyezés |
| ------------- | ----------- | ----- | ----- | ----- | ----- | ------- | ----- | ------ | -------- | -------- |
| Vernon Lapham | Divízió II  | 47,0  | 46,0  | 44,0  | 46,0  | (52,0*) | 47,0  | 52,0** | 282,0    | 43.      |

* - kizárták (korai rajt)

** - nem ért célba